# Auteuil (barri)
El barri d'Auteuil (Quartier d'Auteuil, en francés) és el 61é barri administratiu de la ciutat de París, dins el 16é districte de la capital francesa. El seu territori es correspon amb una part de l'antiga comuna d'Auteuil, desapareguda el 1860 en ser absorbida per París i per la veïna comuna de Boulogne (avui Boulogne-Billancourt).

## Situació i geografia urbana

Barris del 16é districte de París

Auteuil ocupa la part més meridional del 16é districte de la capital. Pel que fa als seus límits, pel nord fita amb el barri de La Muette, dins del mateix districte, amb el carrer de L'Assomption i el carrer de Boulainvilliers com a límits. Per l'est, i de l'altra banda del riu Sena, limita amb el barri de Javel, dins del districte 15é. Pel sud, fita amb el municipi de Boulogne-Billancourt, dins del departament dels Alts del Sena. Per l'oest, el barri d'Auteuil engloba la part meridional del Bois de Boulogne. Així, de l'altre costat del bosc, i amb el riu Sena novament com a límit natural, el barri limita amb les comunes de Suresnes -més al nord- i Saint-Cloud -cap al sud-, a banda de amb la ja esmentada comuna de Boulogne-Billancourt.
El barri té una superfície de 6,384 km². És el segon barri més extens de la capital francesa, després del de Picpus. Això es deu al fet que comprén una part important del Bois de Boulogne, mentre que Picpus inclou al seu torn una porció del Bois de Vincennes.

## Història
El barri d'Auteuil naix com a tal el 1860, arran de la llei de 16 de juny de 1859 que ampliava l'extensió de la capital fins a l'anomenat Enceinte de Thiers, construït durant les dues dècades anteriors. La comuna d'Auteil va desaparéixer i el seu territori restà dividit entre la ciutat de París, que la va incorporar al seu 16é districte, acabat de crear per englobar tots els territoris novament incorporats a la capital pel seu costat occidental, i la comuna veïna de Boulogne, que a partir del 1926 es dirà Boulogne-Billancourt.

## Llocs d'interés
- Bois de Boulogne
- Cementeri d'Auteuil
- Església de Notre-Dame-d'Auteuil
- Estadi Roland Garros
- Fundació Le Corbusier
- Hipòdrom d'Auteuil
- Hospital Sainte-Périne - Rossini - Chardon-Lagache
- Jardin des serres d'Auteuil
- Parc dels Prínceps
- Parc Sainte-Périne
- Pavillon de l'eau
- Piscina Molitor

## Personalitats lligades al barri
Tant durant el temps en què fou un municipi independent com durant la seua època com a barri de París, han estat moltes les personalitats, especialment pertanyents al món de la literatura, vinculades a Auteil:
- Nicolas Boileau va tenir una residència a Auteuil, situada on es troba avui el número 26 del carrer Boileau.[3]
- Molière va posseir una casa a Auteuil, ja desapareguda i situada en l'actual número 2 del carrer Auteuil.
- Marcel Proust va nàixer al número 96 del carrer La Fontaine, a la casa propietat del seu besoncle Louis Weil, en la qual va passar llargues temporades durant la seua infantesa.[4]
- Els germans Jules i Edmond de Goncourt s'instal·len a partir del 1868 a una casa situada al número 53 (avui 67) del bulevard Montmorency, que van convertir en un dels centres de la vida literària parisenca. Aquesta casa és actualment propietat de l'ajuntament de Paris, que hi va crear la Maison des écrivains et de la littérature (MEL).[5][6]
- El 1939 Vladímir Nabókov feu una estada al número 59 del carrer Boileau, on va escriure la seua primera novel·la escrita en anglés, The Real Life of Sebastian Knight, que es publicarà el 1941.[7]

## Transports

### Metro

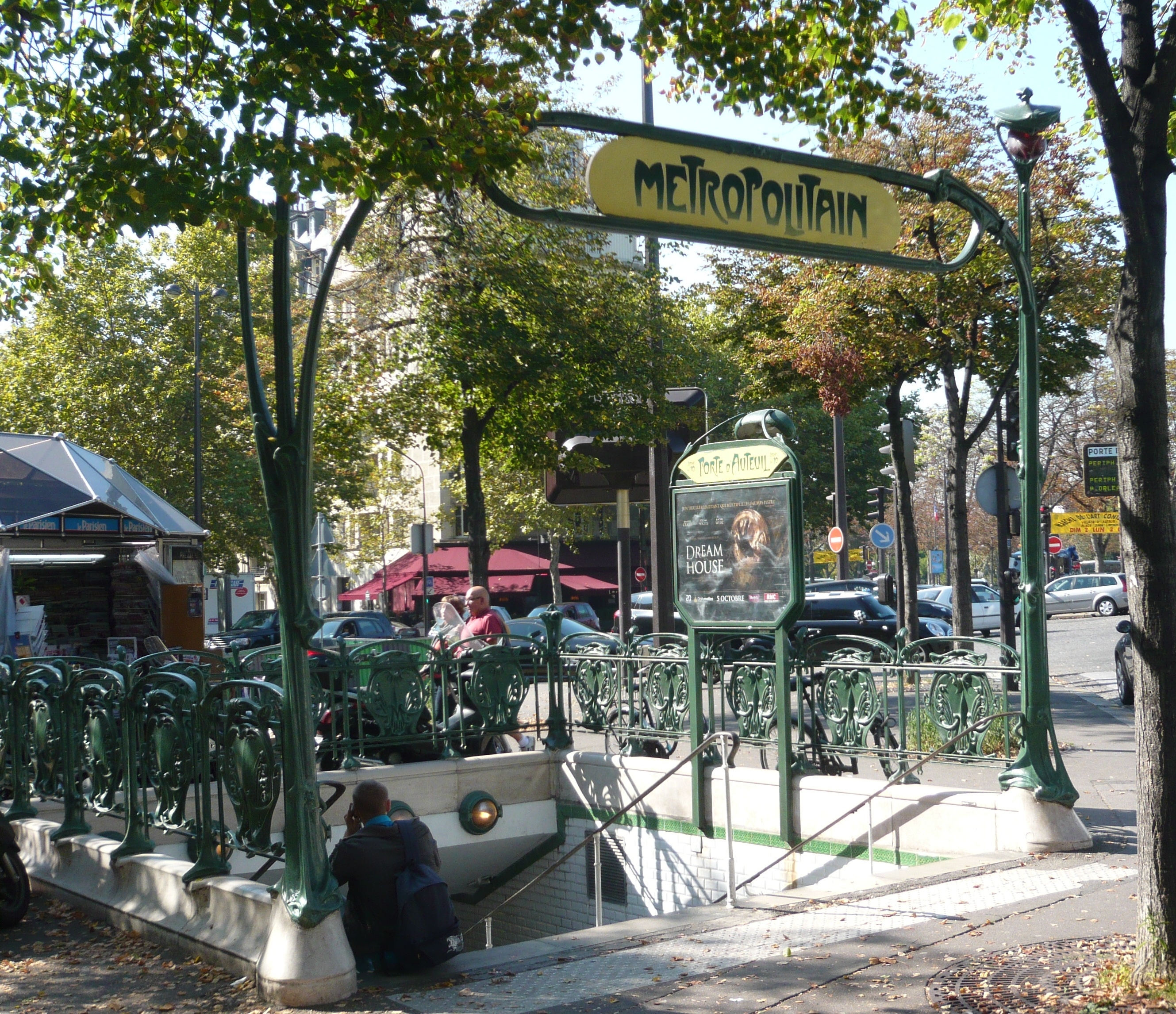
Entrada art nouveau de l'estació de metro Porte d'Auteuil de la línia 10 dissenyada per Hector Guimard.

Pel barri passen les línies 9 i 10 del metro de París. Pel que fa a la línia 9, les estacions que es troben dins dels límits del barri d'Auteil són Jasmin, Michel-Ange Auteuil, Michel-Ange Molitor, Exelmans i Porte de Saint-Cloud. Quant a la línia 10, les estacions que donen servei al barri són Mirabeau, Église d'Auteuil, Chardon-Lagache, Michel-Ange Auteuil, Michel-Ange Molitor (aquestes dues darreres compartides amb la línia 9) i Porte d'Auteuil.

### Autobús
Pel que fa a l'autobús, són diverses les línies de bus urbà RATP que travessen el barri: 22, 32, 52, 62 i 72, així com la línia PC1 que uneix Porte de Champerret amb el Pont de Garigliano. D'altra banda, algunes línies d'autobús interurbà que connecten Paris amb la seua àrea metropolitana (banlieu) tenen el seu terme en aquest barri o en les portes d'accés que el comuniquen amb les localitats veïnes. Concretament, a la Porte d'Auteuil es poden prendre les línies 123 (direcció Boulogne-Billancourt i Issy-les-Moulineaux) i 241 (Boulogne-Billancourt, Suresnes i Rueil-Malmaison). Al seu torn, la Porte de Saint-Cloud disposa de les terminals de les línies 175 (Boulogne-Billancourt, Saint-Cloud, Suresnes, Puteaux, Courbevoie i Asnières-sur-Seine), 189 (Boulogne-Billancourt, Issy-les-Moulineaux, Vanves, Malakoff i Clamart) i 289 (Boulogne-Billancourt, Issy-les-Moulineaux, Meudon i Clamart).